# Đường lên đỉnh Olympia năm thứ 17
Đường lên đỉnh Olympia năm thứ 17, thường được gọi tắt là Olympia 17 hay O17, là năm thứ 17 của cuộc thi Đường lên đỉnh Olympia dành cho học sinh trung học phổ thông do Đài Truyền hình Việt Nam tổ chức. Cuộc thi năm thứ 17 được phát sóng trên kênh VTV3 từ ngày 28 tháng 8 năm 2016 và kết thúc với trận chung kết được truyền hình trực tiếp vào ngày 27 tháng 8 năm 2017. Đây là năm đầu tiên Diệp Chi trở thành người dẫn chính của chương trình này.
Quy định chỉ tuyển chọn thí sinh lớp 11 tham dự chương trình cũng được chính thức áp dụng từ năm này (sau khi đã áp dụng ở cuộc thi năm thứ 7), các học sinh lớp 12 không còn được quyền tham dự.
Nhà vô địch của năm thứ 17 là Phan Đăng Nhật Minh đến từ Trường Trung học phổ thông Hải Lăng, Quảng Trị.

## Luật chơi

### Khởi động
Trong vòng 1 phút, mỗi thí sinh khởi động với tối đa 12 câu hỏi. Mỗi câu trả lời đúng được 10 điểm, trả lời sai không có điểm.

### Vượt chướng ngại vật
Có 4 từ hàng ngang, cũng là 4 gợi ý liên quan đến một chướng ngại vật mà các thí sinh phải đi tìm. Có 1 bức tranh (là một gợi ý quan trọng liên quan đến chướng ngại vật) được chia làm 5 phần: 4 góc tương đương với 4 từ hàng ngang và một ô trung tâm. Ô trung tâm cũng là một câu hỏi, mở được ô này sẽ mở được phần quan trọng nhất của bức tranh.
Mỗi thí sinh có 1 lượt lựa chọn trả lời một trong các từ hàng ngang này. Cả bốn thí sinh cùng trả lời câu hỏi bằng máy tính trong thời gian 15 giây. Trả lời đúng mỗi từ hàng ngang, thí sinh được 10 điểm. Ngoài việc mở được từ hàng ngang nếu trả lời đúng, một góc của hình ảnh được đánh số tương ứng với từ hàng ngang cũng được mở ra.
Thí sinh có thể bấm chuông trả lời chướng ngại vật bất cứ lúc nào. Trả lời đúng chướng ngại vật trong từ hàng ngang đầu tiên được 80 điểm, trong từ hàng ngang thứ 2 được 60 điểm, trong từ hàng ngang thứ 3 được 40 điểm, trong từ hàng ngang thứ 4 được 20 điểm.
Sau 4 từ hàng ngang, câu hỏi thứ 5 sẽ hiện ra ở phần trung tâm của bức tranh. Đáp án của câu hỏi này là gợi ý cuối cùng của chương trình. Trả lời đúng câu hỏi thứ 5 này, thí sinh được 10 điểm. Nếu trả lời đúng chướng ngại vật sau câu hỏi thứ 5, thí sinh được 10 điểm. Nếu trả lời sai chướng ngại vật, thí sinh sẽ bị loại khỏi phần chơi này.
Điểm tối đa là 90 điểm.

### Tăng tốc
Có 4 câu hỏi gồm 1 câu hỏi dưới dạng tư duy logic, 1 câu hỏi sắp xếp và 2 câu hỏi bằng video, mỗi câu các thí sinh có 30 giây để trả lời bằng máy tính. Thí sinh trả lời đúng và nhanh nhất được 40 điểm, đúng và nhanh thứ 2 được 30 điểm, đúng và nhanh thứ 3 được 20 điểm, đúng và nhanh thứ 4 được 10 điểm.
Điểm tối đa là 160 điểm.

### Về đích
Có 3 gói câu hỏi với các mức 40, 60, 80 điểm để thí sinh lựa chọn. Trong đó gói 40 điểm gồm 2 câu hỏi 10 điểm và 1 câu hỏi 20 điểm; gói 60 điểm gồm 1 câu hỏi 10 điểm, 1 câu hỏi 20 điểm và 1 câu hỏi 30 điểm; gói 80 điểm gồm 1 câu hỏi 20 điểm và 2 câu hỏi 30 điểm. Thời gian suy nghĩ và trả lời của câu 10 điểm là 10 giây, câu 20 điểm là 15 giây, câu 30 điểm là 20 giây.
Thí sinh đang trả lời gói câu hỏi của mình phải đưa ra câu trả lời trong thời gian quy định của chương trình. Nếu trả lời đúng, thi sính sẽ ghi được điểm của câu hỏi đó; nếu không trả lời được câu hỏi thì các thí sinh còn lại có 5 giây để bấm chuông giành quyền trả lời. Trả lời đúng được cộng thêm số điểm của câu hỏi từ thí sinh đang thi, trả lời sai sẽ bị trừ nửa số điểm của câu hỏi.
Thí sinh có quyền được đặt ngôi sao hy vọng một lần trước bất kỳ câu hỏi nào. Trả lời đúng được gấp đôi số điểm, trả lời sai bị trừ đi số điểm của câu hỏi.
Điểm cao nhất đạt được là 350 điểm khi thí sinh chọn gói 80 điểm, trả lời đúng cả ba câu, trong đó 1 câu 30 điểm đã được thí sinh đặt ngôi sao hy vọng và thí sinh đó cướp được điểm từ cả ba câu trong gói này của 3 thí sinh khác.

## Giải thưởng
| Cuộc thi | Giải Nhất                    | Giải Nhì       | Giải Ba        |
| -------- | ---------------------------- | -------------- | -------------- |
| Tuần     | 4.000.000 VNĐ + Cúp kỉ niệm  | 3.000.000 VNĐ  | 2.000.000 VNĐ  |
| Tháng    | 6.000.000 VNĐ + Cúp kỉ niệm  | 4.000.000 VNĐ  | 3.000.000 VNĐ  |
| Quý      | 25.000.000 VNĐ + Cúp kỉ niệm | 8.000.000 VNĐ  | 4.000.000 VNĐ  |
| Năm      | 35.000 USD + Cúp kỉ niệm     | 20.000.000 VNĐ | 10.000.000 VNĐ |

## Chi tiết các cuộc thi
| Chung kết năm | Chung kết năm       | Tổng kết | Tổng kết                                                |
| ------------- | ------------------- | -------- | ------------------------------------------------------- |
| Quý 1         | Phan Đăng Nhật Minh | Vô địch  | Phan Đăng Nhật Minh THPT Hải Lăng, Quảng Trị            |
| Quý 2         | Hà Việt Hoàng       | Vô địch  | Phan Đăng Nhật Minh THPT Hải Lăng, Quảng Trị            |
| Quý 3         | Phạm Thọ Quốc Long  | Kỷ lục   | Phan Đăng Nhật Minh - 460 điểm THPT Hải Lăng, Quảng Trị |
| Quý 4         | Phạm Huy Hoàng      | Kỷ lục   | Phan Đăng Nhật Minh - 460 điểm THPT Hải Lăng, Quảng Trị |

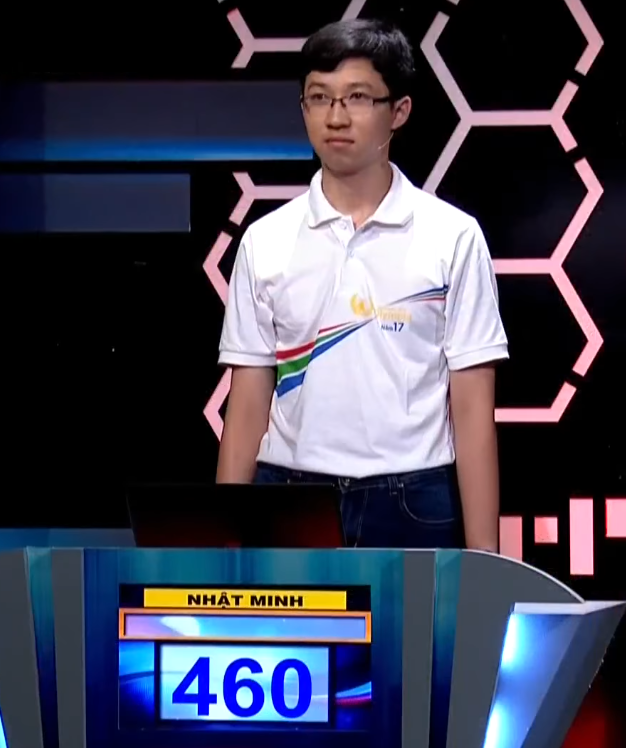
Phan Đăng Nhật Minh và số điểm 460, tái lập kỷ lục của Huỳnh Nguyễn Hồng Chiến năm thứ 15.

- Lưu ý: Điểm thi của các thí sinh ở mỗi vòng thi là điểm của riêng phần thi đó.

### Trận 1: Tuần 1 Tháng 1 Quý 1
Phát sóng: 13 giờ 27 phút ngày 28 tháng 8 năm 2016
| Họ và tên thí sinh   | Trường                             | Khởi động | VCNV | Tăng tốc | Về đích | Tổng điểm |
| -------------------- | ---------------------------------- | --------- | ---- | -------- | ------- | --------- |
| Nguyễn Hữu Sang      | THPT Chương Mỹ A, Hà Nội           | 50        | 20   | 100      | 0       | 170       |
| Nguyễn Thị Thảo Nhi  | THPT Chu Văn An, Yên Bái           | 30        | 20   | 40       | 15      | 105       |
| Trương Trần Minh Thư | THPT Võ Thị Sáu, Bà Rịa - Vũng Tàu | 30        | 10   | 50       | -40     | 50        |
| Lưu Trương Vĩnh Trân | THPT Chuyên Lê Quý Đôn, Đà Nẵng    | 50        | 10   | 110      | 50      | 220       |

### Trận 2: Tuần 2 Tháng 1 Quý 1
Phát sóng: 12 giờ 59 phút ngày 4 tháng 9 năm 2016
| Họ và tên thí sinh | Trường                       | Khởi động | VCNV | Tăng tốc | Về đích | Tổng điểm |
| ------------------ | ---------------------------- | --------- | ---- | -------- | ------- | --------- |
| Dương Khải Minh    | THPT Nguyễn Huệ, Tây Ninh    | 30        | 40   | 0        | -40     | 30        |
| Võ Vĩ Khang        | THPT Phú Tân, Cà Mau         | 60        | 20   | 40       | -30     | 90        |
| Đặng Bình Minh     | THPT Kim Liên, Hà Nội        | 50        | 0    | 70       | 30      | 150       |
| Đoàn Thành Kiên    | THPT Lạc Long Quân, Hoà Bình | 30        | 10   | 0        | 5       | 45        |

### Trận 3: Tuần 3 Tháng 1 Quý 1
Phát sóng: 13 giờ 13 phút ngày 11 tháng 9 năm 2016
| Họ và tên thí sinh | Trường                                             | Khởi động | VCNV | Tăng tốc | Về đích | Tổng điểm |
| ------------------ | -------------------------------------------------- | --------- | ---- | -------- | ------- | --------- |
| Thái Văn Nhật      | THPT Nguyễn Công Trứ, TP. Hồ Chí Minh              | 60        | 0    | 70       | 20      | 150       |
| Vũ Tiến Anh        | THPT Chuyên Khoa học Tự nhiên, ĐHQG Hà Nội, Hà Nội | 90        | 90   | 120      | 60      | 360       |
| Lại Thị Hoà        | THPT A Thanh Liêm, Hà Nam                          | 70        | 0    | 60       | -45     | 85        |
| Hồ Anh Thy         | THPT Lưu Văn Liệt, Vĩnh Long                       | 40        | 0    | 20       | 90      | 150       |

### Trận 4: Tháng 1 Quý 1
Phát sóng: 13 giờ 18 phút ngày 18 tháng 9 năm 2016
| Họ và tên thí sinh   | Trường                                             | Khởi động | VCNV | Tăng tốc | Về đích | Tổng điểm |
| -------------------- | -------------------------------------------------- | --------- | ---- | -------- | ------- | --------- |
| Nguyễn Hữu Sang      | THPT Chương Mỹ A, Hà Nội                           | 40        | 30   | 80       | -20     | 130       |
| Lưu Trương Vĩnh Trân | THPT Chuyên Lê Quý Đôn, Đà Nẵng                    | 70        | 10   | 90       | 50      | 220       |
| Đặng Bình Minh       | THPT Kim Liên, Hà Nội                              | 50        | 10   | 80       | -60     | 80        |
| Vũ Tiến Anh          | THPT Chuyên Khoa học Tự nhiên, ĐHQG Hà Nội, Hà Nội | 60        | 0    | 110      | 65      | 235       |

### Trận 5: Tuần 1 Tháng 2 Quý 1
Phát sóng: 13 giờ 3 phút ngày 25 tháng 9 năm 2016
| Họ và tên thí sinh   | Trường                         | Khởi động | VCNV | Tăng tốc | Về đích | Tổng điểm |
| -------------------- | ------------------------------ | --------- | ---- | -------- | ------- | --------- |
| Đặng Tường Duy       | THPT Nguyễn Việt Hồng, Cần Thơ | 60        | 20   | 50       | 40      | 170       |
| Nguyễn Đức Quân Kiện | THPT Chuyên Long An, Long An   | 20        | 10   | 20       | -65     | -15       |
| Phạm Thị Thu Thuỷ    | THPT Thanh Oai B, Hà Nội       | 60        | 70   | 100      | -30     | 200       |
| Cao Ngọc Khánh My    | THPT Cẩm Phả, Quảng Ninh       | 50        | 10   | 110      | 30      | 200       |

### Trận 6: Tuần 2 Tháng 2 Quý 1
Phát sóng: 13 giờ 3 phút ngày 2 tháng 10 năm 2016
| Họ và tên thí sinh   | Trường                             | Khởi động | VCNV | Tăng tốc | Về đích | Tổng điểm |
| -------------------- | ---------------------------------- | --------- | ---- | -------- | ------- | --------- |
| Hoàng Lê Trọng Trung | THPT Nguyễn Văn Huyên, Tuyên Quang | 60        | 60   | 60       | 10      | 190       |
| Nguyễn Ngọc Trà My   | THPT Chuyên Lê Quý Đôn, Khánh Hoà  | 60        | 10   | 110      | 40      | 220       |
| Nguyễn Thị Uyên      | THPT Lương Phú, Thái Nguyên        | 50        | 20   | 100      | 0       | 170       |
| Hà Gia Bảo           | THPT Cửa Lò, Nghệ An               | 30        | 10   | 30       | -30     | 40        |

### Trận 7: Tuần 3 Tháng 2 Quý 1
Phát sóng: 13 giờ 9 phút ngày 9 tháng 10 năm 2016
| Họ và tên thí sinh    | Trường                          | Khởi động | VCNV | Tăng tốc | Về đích | Tổng điểm |
| --------------------- | ------------------------------- | --------- | ---- | -------- | ------- | --------- |
| Chu Thành Đạt         | THPT Chuyên Trần Phú, Hải Phòng | 70        | 10   | 20       | 90      | 190       |
| Lê Minh Tú            | THPT Lê Lợi, Thanh Hoá          | 80        | 90   | 30       | 0       | 200       |
| Phan Nguyễn Hoàng Duy | THPT Nguyễn Huệ, TP. Huế        | 70        | 0    | 90       | 60      | 220       |
| Nguyễn Hữu Khang      | THPT Quang Trung, Đắk Lắk       | 80        | 0    | 140      | 70      | 290       |

### Trận 8: Tháng 2 Quý 1
Phát sóng: 13 giờ 2 phút ngày 16 tháng 10 năm 2016
| Họ và tên thí sinh    | Trường                            | Khởi động | VCNV | Tăng tốc | Về đích | Tổng điểm |
| --------------------- | --------------------------------- | --------- | ---- | -------- | ------- | --------- |
| Phan Nguyễn Hoàng Duy | THPT Nguyễn Huệ, TP. Huế          | 30        | 0    | 20       | -40     | 10        |
| Cao Ngọc Khánh My     | THPT Cẩm Phả, Quảng Ninh          | 40        | 0    | 70       | 80      | 190       |
| Nguyễn Ngọc Trà My    | THPT Chuyên Lê Quý Đôn, Khánh Hoà | 40        | 0    | 30       | -40     | 30        |
| Nguyễn Hữu Khang      | THPT Quang Trung, Đắk Lắk         | 30        | 20   | 100      | 20      | 170       |

### Trận 9: Tuần 1 Tháng 3 Quý 1
Phát sóng: 12 giờ 58 phút ngày 23 tháng 10 năm 2016
| Họ và tên thí sinh  | Trường                             | Khởi động | VCNV | Tăng tốc | Về đích | Tổng điểm |
| ------------------- | ---------------------------------- | --------- | ---- | -------- | ------- | --------- |
| Nguyễn Thanh Tú     | THPT Nguyễn Du, Thái Bình          | 50        | 0    | 50       | 110     | 210       |
| Nguyễn Văn Cao      | THPT Ứng Hoà A, Hà Nội             | 80        | 10   | 110      | -10     | 190       |
| Phan Đăng Nhật Minh | THPT Hải Lăng, Quảng Trị           | 100       | 70   | 110      | 120     | 400       |
| Bồ Khánh Linh       | THPT Chuyên Hùng Vương, Bình Dương | 80        | 10   | 110      | -70     | 130       |

### Trận 10: Tuần 2 Tháng 3 Quý 1
Phát sóng: 12 giờ 53 phút ngày 30 tháng 10 năm 2016
| Họ và tên thí sinh    | Trường                  | Khởi động | VCNV | Tăng tốc | Về đích | Tổng điểm |
| --------------------- | ----------------------- | --------- | ---- | -------- | ------- | --------- |
| Vũ Thị Ánh Nguyệt     | THPT Ân Thi, Hưng Yên   | 90        | 50   | 60       | -20     | 180       |
| Đoàn Nguyễn Cát Tường | THPT Cẩm Mỹ, Đồng Nai   | 40        | 10   | 110      | -15     | 145       |
| Nguyễn Thuỳ Trang     | THPT Vân Cốc, Hà Nội    | 40        | 30   | 60       | 80      | 210       |
| Trần Công Pháp        | THPT Trần Phú, Lâm Đồng | 80        | 20   | 70       | 20      | 190       |

### Trận 11: Tuần 3 Tháng 3 Quý 1
Phát sóng: 13 giờ ngày 6 tháng 11 năm 2016
| Họ và tên thí sinh | Trường                                | Khởi động | VCNV | Tăng tốc | Về đích | Tổng điểm |
| ------------------ | ------------------------------------- | --------- | ---- | -------- | ------- | --------- |
| Huỳnh Thị Tuyến    | THPT Ninh Hải, Ninh Thuận             | 40        | 50   | 60       | 10      | 160       |
| Nguyễn Hoàng Long  | THPT Tùng Thiện, Hà Nội               | 30        | 30   | 70       | -20     | 110       |
| Hoàng Thị Ánh      | PT Dân tộc Nội trú Lạng Sơn, Lạng Sơn | 30        | 20   | 40       | -20     | 70        |
| Lê Đặng Thiên Phúc | THPT Chuyên Lê Khiết, Quảng Ngãi      | 60        | 30   | 100      | 70      | 260       |

### Trận 12: Tháng 3 Quý 1
Phát sóng: 13 giờ 3 phút ngày 13 tháng 11 năm 2016
Phan Đăng Nhật Minh trở thành người thứ 2 sau Huỳnh Nguyễn Hồng Chiến ở năm thứ 15 đạt điểm số kỷ lục 460 điểm.
| Họ và tên thí sinh  | Trường                           | Khởi động | VCNV | Tăng tốc | Về đích | Tổng điểm |
| ------------------- | -------------------------------- | --------- | ---- | -------- | ------- | --------- |
| Phan Đăng Nhật Minh | THPT Hải Lăng, Quảng Trị         | 110       | 90   | 150      | 110     | 460       |
| Lê Đặng Thiên Phúc  | THPT Chuyên Lê Khiết, Quảng Ngãi | 50        | 10   | 50       | 80      | 190       |
| Nguyễn Thuỳ Trang   | THPT Vân Cốc, Hà Nội             | 40        | 10   | 70       | 110     | 230       |
| Nguyễn Thanh Tú     | THPT Nguyễn Du, Thái Bình        | 40        | 10   | 50       | -55     | 45        |

### Trận 13: Quý 1
Phát sóng: 13 giờ 1 phút ngày 20 tháng 11 năm 2016
| Họ và tên thí sinh  | Trường                                             | Khởi động | VCNV | Tăng tốc | Về đích | Tổng điểm |
| ------------------- | -------------------------------------------------- | --------- | ---- | -------- | ------- | --------- |
| Cao Ngọc Khánh My   | THPT Cẩm Phả, Quảng Ninh                           | 80        | 90   | 50       | -40     | 180       |
| Vũ Tiến Anh         | THPT Chuyên Khoa học Tự nhiên, ĐHQG Hà Nội, Hà Nội | 50        | 10   | 80       | 20      | 160       |
| Phan Đăng Nhật Minh | THPT Hải Lăng, Quảng Trị                           | 90        | 10   | 120      | 75      | 295       |
| Nguyễn Thuỳ Trang   | THPT Vân Cốc, Hà Nội                               | 60        | 10   | 40       | -50     | 60        |

### Trận 14: Tuần 1 Tháng 1 Quý 2
Phát sóng: 13 giờ 2 phút ngày 27 tháng 11 năm 2016
| Họ và tên thí sinh  | Trường                        | Khởi động | VCNV | Tăng tốc | Về đích | Tổng điểm |
| ------------------- | ----------------------------- | --------- | ---- | -------- | ------- | --------- |
| Hoàng Diệu Linh     | THPT Anh Sơn 1, Nghệ An       | 10        | 10   | 70       | -10     | 80        |
| Nguyễn Khánh Châu   | THPT Xuân Mai, Hà Nội         | 70        | 10   | 90       | 20      | 190       |
| Đặng Hoàng Đức      | THPT Chuyên Quốc học, TP. Huế | 60        | 90   | 140      | 80      | 370       |
| Nguyễn Thị Trâm Anh | THPT Lê Thánh Tông, Gia Lai   | 70        | 10   | 50       | -40     | 90        |

### Trận 15: Tuần 2 Tháng 1 Quý 2
Phát sóng: 13 giờ ngày 4 tháng 12 năm 2016
| Họ và tên thí sinh | Trường                         | Khởi động | VCNV | Tăng tốc | Về đích | Tổng điểm |
| ------------------ | ------------------------------ | --------- | ---- | -------- | ------- | --------- |
| Lê Thị Thuỷ        | THPT Ngô Gia Tự, Đắk Lắk       | 50        | 50   | 120      | 40      | 260       |
| Lê Tấn Sang        | THPT Lê Quý Đôn, Quảng Nam     | 20        | 10   | 40       | 10      | 80        |
| Chu Thị Thanh Hà   | THPT Chuyên Nguyễn Huệ, Hà Nội | 60        | 30   | 100      | 15      | 205       |
| Trương Hải Nam     | THPT Tĩnh Gia 1, Thanh Hóa     | 40        | 20   | 80       | -40     | 100       |

### Trận 16: Tuần 3 Tháng 1 Quý 2
Phát sóng: 13 giờ ngày 11 tháng 12 năm 2016
| Họ và tên thí sinh  | Trường                                           | Khởi động | VCNV | Tăng tốc | Về đích | Tổng điểm |
| ------------------- | ------------------------------------------------ | --------- | ---- | -------- | ------- | --------- |
| Hà Việt Hoàng       | THPT Sóc Sơn, Hà Nội                             | 60        | 60   | 140      | 50      | 310       |
| Lý Thị Mỹ Hành      | THCS & THPT Dân tộc Nội trú Vĩnh Châu, Sóc Trăng | 40        | 0    | 40       | -30     | 50        |
| Đoàn Huỳnh Ngọc Ánh | THPT Mạc Đĩnh Chi, TP. Hồ Chí Minh               | 50        | 0    | 70       | -40     | 80        |
| Nguyễn Công Minh    | THPT Chuyên Nguyễn Tất Thành, Yên Bái            | 80        | 0    | 90       | 20      | 190       |

### Trận 17: Tháng 1 Quý 2
Phát sóng: 13 giờ ngày 18 tháng 12 năm 2016
| Họ và tên thí sinh | Trường                         | Khởi động | VCNV | Tăng tốc | Về đích | Tổng điểm |
| ------------------ | ------------------------------ | --------- | ---- | -------- | ------- | --------- |
| Lê Thị Thuỷ        | THPT Ngô Gia Tự, Đắk Lắk       | 50        | 90   | 60       | 20      | 220       |
| Đặng Hoàng Đức     | THPT Chuyên Quốc học, TP. Huế  | 60        | 0    | 120      | 40      | 220       |
| Hà Việt Hoàng      | THPT Sóc Sơn, Hà Nội           | 80        | 0    | 90       | 65      | 235       |
| Chu Thị Thanh Hà   | THPT Chuyên Nguyễn Huệ, Hà Nội | 40        | 10   | 10       | -10     | 50        |

### Trận 18: Tuần 1 Tháng 2 Quý 2
Phát sóng: 13 giờ ngày 25 tháng 12 năm 2016
| Họ và tên thí sinh   | Trường                             | Khởi động | VCNV | Tăng tốc | Về đích | Tổng điểm |
| -------------------- | ---------------------------------- | --------- | ---- | -------- | ------- | --------- |
| Lương Anh Thơ        | THPT Quảng Oai, Hà Nội             | 80        | 60   | 90       | 30      | 260       |
| Nguyễn Anh Cát Tường | THPT Chuyên Tiền Giang, Tiền Giang | 40        | 10   | 70       | 140     | 260       |
| Phan Thị Ngọc Phước  | THPT Trần Bình Trọng, Khánh Hoà    | 60        | 20   | 20       | -50     | 50        |
| Nguyễn Hoàng Phương  | THPT Kinh Môn, Hải Dương           | 60        | 10   | 80       | -40     | 110       |

### Trận 19: Tuần 2 Tháng 2 Quý 2
Phát sóng: 12 giờ 53 phút ngày 1 tháng 1 năm 2017
| Họ và tên thí sinh | Trường                                     | Khởi động | VCNV | Tăng tốc | Về đích | Tổng điểm |
| ------------------ | ------------------------------------------ | --------- | ---- | -------- | ------- | --------- |
| Nguyễn Phương Anh  | THPT Chuyên Ngoại ngữ, ĐHQG Hà Nội, Hà Nội | 80        | 0    | 80       | 80      | 240       |
| Nguyễn Quang Linh  | THPT Vũng Tàu, Bà Rịa - Vũng Tàu           | 60        | 50   | 140      | 40      | 290       |
| Lê Thọ Đạt         | THPT Dương Minh Châu, Tây Ninh             | 60        | 10   | 80       | 50      | 200       |
| Dương Thị Hồng Vân | THPT Phương Sơn, Bắc Giang                 | 80        | 0    | 80       | 90      | 250       |

### Trận 20: Tuần 3 Tháng 2 Quý 2
Phát sóng: 13 giờ ngày 8 tháng 1 năm 2017
| Họ và tên thí sinh  | Trường                                 | Khởi động | VCNV | Tăng tốc | Về đích | Tổng điểm |
| ------------------- | -------------------------------------- | --------- | ---- | -------- | ------- | --------- |
| Đào Minh Dũng       | THPT Chuyên Hà Nội - Amsterdam, Hà Nội | 90        | 10   | 50       | 70      | 220       |
| Trần Thanh Chính    | THPT Trần Kỳ Phong, Quảng Ngãi         | 70        | 80   | 150      | 50      | 350       |
| Nguyễn Lê Hải Đăng  | THPT Ngọc Lặc, Thanh Hoá               | 90        | 0    | 70       | -30     | 130       |
| Trần Phạm Xích Long | THPT Gò Đen, Long An                   | 90        | 0    | 20       | 30      | 140       |

### Trận 21: Tháng 2 Quý 2
Phát sóng: 13 giờ ngày 15 tháng 1 năm 2017
| Họ và tên thí sinh   | Trường                             | Khởi động | VCNV | Tăng tốc | Về đích | Tổng điểm |
| -------------------- | ---------------------------------- | --------- | ---- | -------- | ------- | --------- |
| Trần Thanh Chính     | THPT Trần Kỳ Phong, Quảng Ngãi     | 70        | 10   | 60       | -30     | 110       |
| Lương Anh Thơ        | THPT Quảng Oai, Hà Nội             | 40        | 10   | 60       | 20      | 130       |
| Nguyễn Anh Cát Tường | THPT Chuyên Tiền Giang, Tiền Giang | 70        | 10   | 120      | 25      | 225       |
| Nguyễn Quang Linh    | THPT Vũng Tàu, Bà Rịa - Vũng Tàu   | 30        | 80   | 80       | -45     | 145       |

### Trận 22: Tuần 1 Tháng 3 Quý 2
Phát sóng: 13 giờ ngày 22 tháng 1 năm 2017
| Họ và tên thí sinh   | Trường                          | Khởi động | VCNV | Tăng tốc | Về đích | Tổng điểm |
| -------------------- | ------------------------------- | --------- | ---- | -------- | ------- | --------- |
| Bùi Thị Thanh Nguyên | THPT Thống Nhất, Đồng Nai       | 70        | 10   | 50       | -30     | 100       |
| Hoàng Đức Thuận      | THPT Chuyên Hùng Vương, Phú Thọ | 70        | 30   | 90       | 25      | 215       |
| Nguyễn Thu Thảo      | THPT Phan Châu Trinh, Đà Nẵng   | 50        | 10   | 40       | -40     | 60        |
| Quách Quang Huy      | THPT Hoài Đức A, Hà Nội         | 60        | 10   | 60       | 10      | 140       |

### Trận 23: Tuần 2 Tháng 3 Quý 2
Phát sóng: 13 giờ ngày 29 tháng 1 năm 2017
Cuộc thi đầu tiên của năm Đinh Dậu 2017.
| Họ và tên thí sinh | Trường                            | Khởi động | VCNV | Tăng tốc | Về đích | Tổng điểm |
| ------------------ | --------------------------------- | --------- | ---- | -------- | ------- | --------- |
| Lê Thị Thảo Linh   | THPT Nguyễn Thị Minh Khai, Hà Nội | 60        | 60   | 80       | -40     | 160       |
| Võ Đức Linh        | THPT Nguyễn Đáng, Trà Vinh        | 80        | 20   | 100      | -10     | 190       |
| Nguyễn Lê Bảo Nhi  | THPT Phan Đình Phùng, Phú Yên     | 10        | 20   | 90       | -10     | 110       |
| Nguyễn Huy Hoàng   | THPT Chuyên Bắc Kạn, Bắc Kạn      | 60        | 10   | 30       | 90      | 190       |

### Trận 24: Tuần 3 Tháng 3 Quý 2
Phát sóng: 13 giờ ngày 5 tháng 2 năm 2017
| Họ và tên thí sinh | Trường                          | Khởi động | VCNV | Tăng tốc | Về đích | Tổng điểm |
| ------------------ | ------------------------------- | --------- | ---- | -------- | ------- | --------- |
| Lưu Quang Cường    | Trường Hữu Nghị T78, Hà Nội     | 30        | 10   | 20       | -30     | 30        |
| Lê Thanh Quang     | THPT Chuyên Hạ Long, Quảng Ninh | 60        | 70   | 150      | 20      | 300       |
| Phạm Hoàng Ân      | THPT Long Thới, TP. Hồ Chí Minh | 30        | 20   | 50       | -50     | 50        |
| Nguyễn Hoàng Hải   | THPT Lộc Thành, Lâm Đồng        | 80        | 20   | 50       | 30      | 180       |

### Trận 25: Tháng 3 Quý 2
Phát sóng: 13 giờ 2 phút ngày 12 tháng 2 năm 2017
| Họ và tên thí sinh | Trường                          | Khởi động | VCNV | Tăng tốc | Về đích | Tổng điểm |
| ------------------ | ------------------------------- | --------- | ---- | -------- | ------- | --------- |
| Hoàng Đức Thuận    | THPT Chuyên Hùng Vương, Phú Thọ | 90        | 70   | 120      | 90      | 370       |
| Lê Thanh Quang     | THPT Chuyên Hạ Long, Quảng Ninh | 70        | 0    | 90       | -55     | 105       |
| Võ Đức Linh        | THPT Nguyễn Đáng, Trà Vinh      | 40        | 10   | 10       | -10     | 50        |
| Nguyễn Huy Hoàng   | THPT Chuyên Bắc Kạn, Bắc Kạn    | 50        | 10   | 60       | -25     | 95        |

### Trận 26: Quý 2
Phát sóng: 12 giờ 58 phút ngày 19 tháng 2 năm 2017
Ngày 19 tháng 2 năm 2017 - nay: THACO là nhà tài trợ của chương trình.
| Họ và tên thí sinh   | Trường                             | Khởi động | VCNV | Tăng tốc | Về đích | Tổng điểm |
| -------------------- | ---------------------------------- | --------- | ---- | -------- | ------- | --------- |
| Nguyễn Anh Cát Tường | THPT Chuyên Tiền Giang, Tiền Giang | 70        | 0    | 50       | -55     | 65        |
| Hà Việt Hoàng        | THPT Sóc Sơn, Hà Nội               | 60        | 80   | 110      | 40      | 290       |
| Đặng Hoàng Đức       | THPT Chuyên Quốc học, TP. Huế      | 70        | 20   | 90       | -50     | 130       |
| Hoàng Đức Thuận      | THPT Chuyên Hùng Vương, Phú Thọ    | 90        | 10   | 100      | 40      | 240       |

### Trận 27: Tuần 1 Tháng 1 Quý 3
Phát sóng: 13 giờ ngày 26 tháng 2 năm 2017
| Họ và tên thí sinh  | Trường                                     | Khởi động | VCNV | Tăng tốc | Về đích | Tổng điểm |
| ------------------- | ------------------------------------------ | --------- | ---- | -------- | ------- | --------- |
| Vũ Tuấn Chiến       | THPT Kiến An, Hải Phòng                    | 50        | 50   | 70       | 50      | 220       |
| Võ Nguyễn Hoàng Anh | THPT Chuyên Lê Hồng Phong, TP. Hồ Chí Minh | 20        | 10   | 110      | 20      | 160       |
| Lê Na               | THPT Khâm Đức, Quảng Nam                   | 30        | 10   | 90       | 20      | 150       |
| Nguyễn Đức Huy      | THPT Bắc Thăng Long, Hà Nội                | 50        | 10   | 60       | 50      | 170       |

### Trận 28: Tuần 2 Tháng 1 Quý 3
Phát sóng: 13 giờ ngày 5 tháng 3 năm 2017
| Họ và tên thí sinh | Trường                               | Khởi động | VCNV | Tăng tốc | Về đích | Tổng điểm |
| ------------------ | ------------------------------------ | --------- | ---- | -------- | ------- | --------- |
| Trần Bảo Nhân      | THPT Cam Lộ, Quảng Trị               | 80        | 0    | 70       | 10      | 160       |
| Nhân Thanh Tùng    | THPT Ngọc Hồi, Hà Nội                | 60        | 0    | 80       | 85      | 225       |
| Nguyễn Văn Hải     | THPT Chuyên Lương Văn Tụy, Ninh Bình | 30        | 10   | 110      | -40     | 110       |
| Phạm Phú Vinh      | THPT Huỳnh Văn Nghệ, Bình Dương      | 50        | 90   | 90       | -10     | 220       |

### Trận 29: Tuần 3 Tháng 1 Quý 3
Phát sóng: 13 giờ ngày 12 tháng 3 năm 2017
| Họ và tên thí sinh | Trường                             | Khởi động | VCNV | Tăng tốc | Về đích | Tổng điểm |
| ------------------ | ---------------------------------- | --------- | ---- | -------- | ------- | --------- |
| Tôn Thất Chính     | THPT Hai Bà Trưng, TP. Huế         | 70        | 60   | 40       | 20      | 190       |
| Phạm Vũ Thuý Quỳnh | THPT Chu Văn An, Thái Bình         | 50        | 10   | 0        | 25      | 85        |
| Hàng Kim Định      | THPT Chuyên Lê Quý Đôn, Ninh Thuận | 80        | 20   | 110      | -30     | 180       |
| Đặng Ngọc Thảo     | THPT Cổ Loa, Hà Nội                | 50        | 20   | 40       | 60      | 170       |

### Trận 30: Tháng 1 Quý 3
Phát sóng: 13 giờ ngày 19 tháng 3 năm 2017
| Họ và tên thí sinh | Trường                          | Khởi động | VCNV | Tăng tốc | Về đích | Tổng điểm |
| ------------------ | ------------------------------- | --------- | ---- | -------- | ------- | --------- |
| Tôn Thất Chính     | THPT Hai Bà Trưng, TP. Huế      | 40        | 40   | 60       | -30     | 110       |
| Vũ Tuấn Chiến      | THPT Kiến An, Hải Phòng         | 40        | 20   | 60       | 40      | 160       |
| Nhân Thanh Tùng    | THPT Ngọc Hồi, Hà Nội           | 40        | 10   | 40       | 100     | 190       |
| Phạm Phú Vinh      | THPT Huỳnh Văn Nghệ, Bình Dương | 30        | 20   | 110      | -25     | 135       |

### Trận 31: Tuần 1 Tháng 2 Quý 3
Phát sóng: 13 giờ ngày 26 tháng 3 năm 2017
| Họ và tên thí sinh | Trường                                                  | Khởi động | VCNV | Tăng tốc | Về đích | Tổng điểm |
| ------------------ | ------------------------------------------------------- | --------- | ---- | -------- | ------- | --------- |
| Trần Đức Anh       | THPT Chu Văn An, Hà Nội                                 | 70        | 50   | 110      | 50      | 280       |
| Phạm Thị Mỹ Anh    | THPT Tầm Vu, Hậu Giang                                  | 30        | 10   | 60       | -55     | 45        |
| Dương Công Tuyền   | THPT Phú Bình, Thái Nguyên                              | 70        | 30   | 100      | 20      | 220       |
| Lê Hà Thu Uyên     | Tiểu học, THCS & THPT Quốc Văn Sài Gòn, TP. Hồ Chí Minh | 20        | 0    | 50       | -20     | 50        |

### Trận 32: Tuần 2 Tháng 2 Quý 3
Phát sóng: 13 giờ ngày 2 tháng 4 năm 2017
| Họ và tên thí sinh | Trường                                      | Khởi động | VCNV | Tăng tốc | Về đích | Tổng điểm |
| ------------------ | ------------------------------------------- | --------- | ---- | -------- | ------- | --------- |
| Huỳnh Gia Bảo      | THPT Chuyên Nguyễn Thị Minh Khai, Sóc Trăng | 50        | 10   | 60       | 30      | 150       |
| Cái Trọng Viễn     | THPT Nguyễn Bỉnh Khiêm, Đắk Lắk             | 40        | 50   | 110      | 100     | 300       |
| Ngô Văn Đức        | THPT Ngô Sỹ Liên, Bắc Giang                 | 60        | 0    | 100      | -50     | 110       |
| Đồng Hoài Nam      | THPT Lương Thế Vinh, Hà Nội                 | 30        | 10   | 130      | -20     | 150       |

### Trận 33: Tuần 3 Tháng 2 Quý 3
Phát sóng: 12 giờ 59 phút ngày 9 tháng 4 năm 2017
| Họ và tên thí sinh | Trường                                | Khởi động | VCNV | Tăng tốc | Về đích | Tổng điểm |
| ------------------ | ------------------------------------- | --------- | ---- | -------- | ------- | --------- |
| Phạm Thu Thảo      | THPT Cao Bá Quát - Gia Lâm, Hà Nội    | 40        | 10   | 100      | -30     | 120       |
| Văn Hiếu Bích Trâm | THPT Trung Phú, TP. Hồ Chí Minh       | 10        | 10   | 60       | -10     | 70        |
| Nguyễn Huy Dũng    | THPT Hưng Yên, Hưng Yên               | 20        | 0    | 70       | 60      | 150       |
| Phạm Thọ Quốc Long | THPT Chuyên Trần Hưng Đạo, Bình Thuận | 70        | 80   | 100      | 60      | 310       |

### Trận 34: Tháng 2 Quý 3
Phát sóng: 13 giờ ngày 16 tháng 4 năm 2017
| Họ và tên thí sinh | Trường                                | Khởi động | VCNV | Tăng tốc | Về đích | Tổng điểm |
| ------------------ | ------------------------------------- | --------- | ---- | -------- | ------- | --------- |
| Dương Công Tuyền   | THPT Phú Bình, Thái Nguyên            | 60        | 10   | 30       | 10      | 110       |
| Cái Trọng Viễn     | THPT Nguyễn Bỉnh Khiêm, Đắk Lắk       | 30        | 50   | 50       | 0       | 130       |
| Trần Đức Anh       | THPT Chu Văn An, Hà Nội               | 50        | 0    | 90       | 10      | 150       |
| Phạm Thọ Quốc Long | THPT Chuyên Trần Hưng Đạo, Bình Thuận | 50        | 10   | 100      | 30      | 190       |

### Trận 35: Tuần 1 Tháng 3 Quý 3
Phát sóng: 13 giờ ngày 23 tháng 4 năm 2017
| Họ và tên thí sinh    | Trường                           | Khởi động | VCNV | Tăng tốc | Về đích | Tổng điểm |
| --------------------- | -------------------------------- | --------- | ---- | -------- | ------- | --------- |
| Phạm Trọng Cường      | THPT Trung Giã, Hà Nội           | 90        | 70   | 60       | 25      | 245       |
| Nguyễn Phan Thuý Hiền | THPT Chuyên Hùng Vương, Gia Lai  | 80        | 0    | 90       | 120     | 290       |
| Lê Ngọc Minh Anh      | THPT Kỹ thuật Việt Trì, Phú Thọ  | 20        | 0    | 20       | -30     | 10        |
| Hoàng Công Sơn        | THPT Thị xã Quảng Trị, Quảng Trị | 70        | 0    | 120      | -15     | 175       |

### Trận 36: Tuần 2 Tháng 3 Quý 3
Phát sóng: 13 giờ ngày 30 tháng 4 năm 2017
Cuộc thi đặc biệt kỷ niêm 42 năm ngày Giải phóng miền Nam thống nhất đất nước (30/4/1975 - 30/4/2017).
| Họ và tên thí sinh | Trường                               | Khởi động | VCNV | Tăng tốc | Về đích | Tổng điểm |
| ------------------ | ------------------------------------ | --------- | ---- | -------- | ------- | --------- |
| Nguyễn Công Đoàn   | THPT Chuyên Lương Văn Chánh, Phú Yên | 90        | 30   | 90       | 5       | 215       |
| Vũ Đức Phước       | THCS & THPT Hai Bà Trưng, Vĩnh Phúc  | 90        | 10   | 80       | 90      | 270       |
| Phan Ngô Tiến Vinh | THPT Phan Chu Trinh, Đắk Nông        | 90        | 10   | 80       | -10     | 170       |
| Phùng Xuân Minh    | THPT Dương Xá, Hà Nội                | 60        | 40   | 80       | 30      | 210       |

### Trận 37: Tuần 3 Tháng 3 Quý 3
Phát sóng: 12 giờ 57 phút ngày 7 tháng 5 năm 2017
| Họ và tên thí sinh | Trường                         | Khởi động | VCNV | Tăng tốc | Về đích | Tổng điểm |
| ------------------ | ------------------------------ | --------- | ---- | -------- | ------- | --------- |
| Vũ Thành Long      | THPT Đông Thành, Quảng Ninh    | 40        | 20   | 70       | -20     | 110       |
| Nguyễn Quốc Bảo    | THPT Phan Văn Hoà, Vĩnh Long   | 100       | 20   | 20       | 120     | 260       |
| Đỗ Mạnh Việt       | THPT Chuyên Lam Sơn, Thanh Hoá | 80        | 80   | 150      | 60      | 370       |
| Lê Văn Minh        | THPT Đức Trọng, Lâm Đồng       | 60        | 10   | 0        | 10      | 80        |

### Trận 38: Tháng 3 Quý 3
Phát sóng: 13 giờ ngày 14 tháng 5 năm 2017
| Họ và tên thí sinh    | Trường                              | Khởi động | VCNV | Tăng tốc | Về đích | Tổng điểm |
| --------------------- | ----------------------------------- | --------- | ---- | -------- | ------- | --------- |
| Vũ Đức Phước          | THCS & THPT Hai Bà Trưng, Vĩnh Phúc | 30        | 0    | 100      | 20      | 150       |
| Nguyễn Quốc Bảo       | THPT Phan Văn Hoà, Vĩnh Long        | 50        | 10   | 20       | 90      | 170       |
| Nguyễn Phan Thuý Hiền | THPT Chuyên Hùng Vương, Gia Lai     | 70        | 70   | 40       | 0       | 180       |
| Đỗ Mạnh Việt          | THPT Chuyên Lam Sơn, Thanh Hoá      | 70        | 10   | 100      | 35      | 215       |

### Trận 39: Quý 3
Phát sóng: 12 giờ 52 phút ngày 21 tháng 5 năm 2017
| Họ và tên thí sinh    | Trường                                | Khởi động | VCNV | Tăng tốc | Về đích | Tổng điểm |
| --------------------- | ------------------------------------- | --------- | ---- | -------- | ------- | --------- |
| Đỗ Mạnh Việt          | THPT Chuyên Lam Sơn, Thanh Hoá        | 70        | 60   | 110      | 5       | 245       |
| Nhân Thanh Tùng       | THPT Ngọc Hồi, Hà Nội                 | 50        | 0    | 70       | -60     | 60        |
| Phạm Thọ Quốc Long    | THPT Chuyên Trần Hưng Đạo, Bình Thuận | 80        | 0    | 90       | 105     | 275       |
| Nguyễn Phan Thuý Hiền | THPT Chuyên Hùng Vương, Gia Lai       | 70        | 20   | 60       | 0       | 150       |

### Trận 40: Tuần 1 Tháng 1 Quý 4
Phát sóng: 13 giờ 5 phút ngày 28 tháng 5 năm 2017
| Họ và tên thí sinh | Trường                            | Khởi động | VCNV | Tăng tốc | Về đích | Tổng điểm |
| ------------------ | --------------------------------- | --------- | ---- | -------- | ------- | --------- |
| Bùi Minh Tuấn      | THPT Ngô Quyền - Ba Vì, Hà Nội    | 30        | 70   | 130      | 30      | 260       |
| Lê Trí Trung       | THPT Vĩnh Bình, An Giang          | 40        | 0    | 50       | -20     | 70        |
| Đỗ Thị Mai Anh     | THPT Yên Khánh B, Ninh Bình       | 60        | 0    | 50       | 20      | 130       |
| Phan Thị Hà Phương | THPT Chuyên Đại học Vinh, Nghệ An | 70        | 0    | 90       | 15      | 175       |

### Trận 41: Tuần 2 Tháng 1 Quý 4
Phát sóng: 13 giờ ngày 4 tháng 6 năm 2017
| Họ và tên thí sinh | Trường                                     | Khởi động | VCNV | Tăng tốc | Về đích | Tổng điểm |
| ------------------ | ------------------------------------------ | --------- | ---- | -------- | ------- | --------- |
| Nguyễn Thị Mai Thư | THPT Tiểu La, Quảng Nam                    | 50        | 10   | 80       | -45     | 95        |
| Nguyễn Quý Thái    | THPT Chuyên Cao Bằng, Cao Bằng             | 100       | 10   | 150      | 40      | 300       |
| Phan Bích Hạnh     | THPT Phùng Khắc Khoan - Thạch Thất, Hà Nội | 90        | 60   | 60       | -50     | 160       |
| Đồng Thanh Vũ      | THPT Nguyễn Du, Bà Rịa - Vũng Tàu          | 20        | 10   | 50       | -10     | 70        |

### Trận 42: Tuần 3 Tháng 1 Quý 4
Phát sóng: 13 giờ ngày 11 tháng 6 năm 2017
| Họ và tên thí sinh  | Trường                             | Khởi động | VCNV | Tăng tốc | Về đích | Tổng điểm |
| ------------------- | ---------------------------------- | --------- | ---- | -------- | ------- | --------- |
| Ung Tiến Đạt        | THPT Hoàng Hoa Thám, Khánh Hoà     | 20        | 0    | 20       | 15      | 55        |
| Phạm Phương Thảo    | THPT Kim Thành, Hải Dương          | 50        | 0    | 60       | -40     | 70        |
| Nguyễn Phương Quỳnh | THPT Bạch Đằng, Hải Phòng          | 60        | 0    | 20       | 20      | 100       |
| Tăng Thành Long     | THPT Chuyên Hoàng Lê Kha, Tây Ninh | 70        | 60   | 160      | 30      | 320       |

### Trận 43: Tháng 1 Quý 4
Phát sóng: 13 giờ 43 phút ngày 18 tháng 6 năm 2017
| Họ và tên thí sinh | Trường                             | Khởi động | VCNV | Tăng tốc | Về đích | Tổng điểm |
| ------------------ | ---------------------------------- | --------- | ---- | -------- | ------- | --------- |
| Nguyễn Quý Thái    | THPT Chuyên Cao Bằng, Cao Bằng     | 80        | 10   | 80       | 60      | 230       |
| Phan Thị Hà Phương | THPT Chuyên Đại học Vinh, Nghệ An  | 60        | 0    | 150      | 30      | 240       |
| Tăng Thành Long    | THPT Chuyên Hoàng Lê Kha, Tây Ninh | 40        | 60   | 80       | 5       | 185       |
| Bùi Minh Tuấn      | THPT Ngô Quyền - Ba Vì, Hà Nội     | 40        | 0    | 60       | -40     | 60        |

### Trận 44: Tuần 1 Tháng 2 Quý 4
Phát sóng: 13 giờ ngày 25 tháng 6 năm 2017
| Họ và tên thí sinh | Trường                             | Khởi động | VCNV | Tăng tốc | Về đích | Tổng điểm |
| ------------------ | ---------------------------------- | --------- | ---- | -------- | ------- | --------- |
| Ngô Thị Minh Thư   | THPT số 3 An Nhơn, Bình Định       | 50        | 10   | 120      | -20     | 160       |
| Đoàn Nhã Thy       | THPT Nguyễn Thị Minh Khai, Bến Tre | 70        | 0    | 0        | -20     | 50        |
| Lê Công Tú         | THPT Vân Nội, Hà Nội               | 30        | 80   | 120      | 40      | 270       |
| Đỗ Ngọc Hưng       | THPT Chuyên Bắc Giang, Bắc Giang   | 70        | 10   | 100      | 45      | 225       |

### Trận 45: Tuần 2 Tháng 2 Quý 4
Phát sóng: 13 giờ ngày 2 tháng 7 năm 2017
| Họ và tên thí sinh | Trường                                 | Khởi động | VCNV | Tăng tốc | Về đích | Tổng điểm |
| ------------------ | -------------------------------------- | --------- | ---- | -------- | ------- | --------- |
| Danh Minh Trí      | THCS & THPT Nguyễn Văn Khải, Đồng Tháp | 40        | 10   | 20       | 0       | 70        |
| Đồng Văn Nhân      | THPT Ngô Gia Tự, Khánh Hoà             | 50        | 10   | 100      | 70      | 230       |
| Mai Đức Toàn       | THPT Chuyên Bắc Ninh, Bắc Ninh         | 60        | 10   | 30       | 75      | 175       |
| Phạm Huy Hoàng     | THPT Chuyên Hà Nội - Amsterdam, Hà Nội | 110       | 70   | 100      | 0       | 280       |

### Trận 46: Tuần 3 Tháng 2 Quý 4
Phát sóng: 13 giờ ngày 9 tháng 7 năm 2017
| Họ và tên thí sinh | Trường                               | Khởi động | VCNV | Tăng tốc | Về đích | Tổng điểm |
| ------------------ | ------------------------------------ | --------- | ---- | -------- | ------- | --------- |
| Lâm Thành Vĩ       | THPT Chuyên Thoại Ngọc Hầu, An Giang | 40        | 0    | 60       | 35      | 135       |
| Nguyễn Thị Phi Yến | THPT Nguyễn Trãi, Thái Bình          | 50        | 10   | 110      | -5      | 165       |
| Phạm Cẩm Tú        | THPT Lê Quý Đôn - Hà Đông, Hà Nội    | 50        | 0    | 40       | 110     | 200       |
| Nguyễn Sỹ Đạt      | THPT Chuyên Hà Tĩnh, Hà Tĩnh         | 80        | 90   | 120      | -5      | 285       |

### Trận 47: Tháng 2 Quý 4
Phát sóng: 13 giờ ngày 16 tháng 7 năm 2017
| Họ và tên thí sinh | Trường                                 | Khởi động | VCNV | Tăng tốc | Về đích | Tổng điểm |
| ------------------ | -------------------------------------- | --------- | ---- | -------- | ------- | --------- |
| Phạm Huy Hoàng     | THPT Chuyên Hà Nội - Amsterdam, Hà Nội | 90        | 70   | 140      | 40      | 340       |
| Lê Công Tú         | THPT Vân Nội, Hà Nội                   | 50        | 10   | 30       | -50     | 40        |
| Nguyễn Sỹ Đạt      | THPT Chuyên Hà Tĩnh, Hà Tĩnh           | 50        | 10   | 110      | 60      | 230       |
| Đồng Văn Nhân      | THPT Ngô Gia Tự, Khánh Hoà             | 70        | 10   | 40       | 60      | 180       |

### Trận 48: Tuần 1 Tháng 3 Quý 4
Phát sóng: 13 giờ ngày 23 tháng 7 năm 2017
| Họ và tên thí sinh    | Trường                                   | Khởi động | VCNV | Tăng tốc | Về đích | Tổng điểm |
| --------------------- | ---------------------------------------- | --------- | ---- | -------- | ------- | --------- |
| Nguyễn Công Sơn       | THPT Tứ Kỳ, Hải Dương                    | 40        | 0    | 70       | -20     | 90        |
| Bùi Đức Anh           | THPT Đan Phượng, Hà Nội                  | 40        | 80   | 60       | 5       | 185       |
| Nguyễn Phạm Phúc Việt | THPT Chuyên Nguyễn Bỉnh Khiêm, Quảng Nam | 60        | 0    | 150      | 20      | 230       |
| Lê Thành Sơn          | THPT Chuyên Lương Thế Vinh, Đồng Nai     | 80        | 0    | 70       | 10      | 160       |

### Trận 49: Tuần 2 Tháng 3 Quý 4
Phát sóng: 13 giờ ngày 30 tháng 7 năm 2017
| Họ và tên thí sinh  | Trường                                     | Khởi động | VCNV | Tăng tốc | Về đích | Tổng điểm |
| ------------------- | ------------------------------------------ | --------- | ---- | -------- | ------- | --------- |
| Trần Anh Duy        | THPT Trần Nguyên Hãn, Hải Phòng            | 70        | 60   | 140      | -5      | 265       |
| Lý Phúc Thanh Ngân  | THPT Trịnh Hoài Đức, Bình Dương            | 50        | 0    | 40       | 50      | 140       |
| Bùi Văn Phạm Trường | THPT Chuyên Nguyễn Du, Đắk Lắk             | 90        | 10   | 110      | 40      | 250       |
| Phạm Thị Minh Lý    | THPT Chuyên Đại học Sư phạm Hà Nội, Hà Nội | 80        | 10   | 110      | 0       | 200       |

### Trận 50: Tuần 3 Tháng 3 Quý 4
Phát sóng: 13 giờ ngày 6 tháng 8 năm 2017
| Họ và tên thí sinh | Trường                                               | Khởi động | VCNV | Tăng tốc | Về đích | Tổng điểm |
| ------------------ | ---------------------------------------------------- | --------- | ---- | -------- | ------- | --------- |
| Kim Tuấn Anh       | THPT Mỹ Đức B, Hà Nội                                | 50        | 10   | 30       | -10     | 80        |
| Lê Xuân Hoàng      | PT Năng khiếu, ĐHQG TP. Hồ Chí Minh, TP. Hồ Chí Minh | 80        | 10   | 120      | 0       | 210       |
| Phạm Hồng Sơn      | THPT Vĩnh Thuận, Kiên Giang                          | 40        | 70   | 70       | 20      | 200       |
| Nguyễn Tiến Dũng   | THPT Chuyên Lào Cai, Lào Cai                         | 30        | 10   | 110      | 60      | 210       |

### Trận 51: Tháng 3 Quý 4
Phát sóng: 13 giờ ngày 13 tháng 8 năm 2017
| Họ và tên thí sinh    | Trường                                   | Khởi động | VCNV | Tăng tốc | Về đích | Tổng điểm |
| --------------------- | ---------------------------------------- | --------- | ---- | -------- | ------- | --------- |
| Nguyễn Tiến Dũng      | THPT Chuyên Lào Cai, Lào Cai             | 70        | 0    | 90       | 10      | 170       |
| Bùi Văn Phạm Trường   | THPT Chuyên Nguyễn Du, Đắk Lắk           | 80        | 0    | 110      | -40     | 150       |
| Nguyễn Phạm Phúc Việt | THPT Chuyên Nguyễn Bỉnh Khiêm, Quảng Nam | 40        | 80   | 50       | 20      | 190       |
| Trần Anh Duy          | THPT Trần Nguyên Hãn, Hải Phòng          | 70        | 10   | 70       | 45      | 195       |

### Trận 52: Quý 4
Phát sóng: 13 giờ ngày 20 tháng 8 năm 2017
| Họ và tên thí sinh | Trường                                 | Khởi động | VCNV | Tăng tốc | Về đích | Tổng điểm |
| ------------------ | -------------------------------------- | --------- | ---- | -------- | ------- | --------- |
| Phan Thị Hà Phương | THPT Chuyên Đại học Vinh, Nghệ An      | 50        | 10   | 80       | -5      | 135       |
| Nguyễn Sỹ Đạt      | THPT Chuyên Hà Tĩnh, Hà Tĩnh           | 30        | 10   | 80       | 20      | 140       |
| Trần Anh Duy       | THPT Trần Nguyên Hãn, Hải Phòng        | 90        | 10   | 30       | 40      | 170       |
| Phạm Huy Hoàng     | THPT Chuyên Hà Nội - Amsterdam, Hà Nội | 90        | 70   | 150      | 20      | 330       |

### Trận 53: Chung kết năm
Phát sóng trực tiếp: 8 giờ 30 phút ngày 27 tháng 8 năm 2017
Đây là lần đầu tiên có 2 thí sinh ở Hà Nội cùng lọt vào chung kết.
| Họ và tên thí sinh  | Trường                                 | Khởi động | VCNV | Tăng tốc | Về đích | Tổng điểm |
| ------------------- | -------------------------------------- | --------- | ---- | -------- | ------- | --------- |
| Phan Đăng Nhật Minh | THPT Hải Lăng, Quảng Trị               | 70        | 70   | 70       | 90      | 300       |
| Hà Việt Hoàng       | THPT Sóc Sơn, Hà Nội                   | 100       | 10   | 80       | 45      | 235       |
| Phạm Thọ Quốc Long  | THPT Chuyên Trần Hưng Đạo, Bình Thuận  | 90        | 10   | 20       | -40     | 80        |
| Phạm Huy Hoàng      | THPT Chuyên Hà Nội - Amsterdam, Hà Nội | 70        | 10   | 100      | 60      | 240       |

- Dẫn chương trình tại các điểm cầu: Dương Sơn Lâm (điểm cầu Quảng Trị), Nguyễn Hoàng Linh (điểm cầu Bình Thuận), Trần Hồng Ngọc (điểm cầu THPT Sóc Sơn, Hà Nội), Bùi Mai Trang (điểm cầu THPT Chuyên Hà Nội - Amsterdam, Hà Nội).

### Kỷ lục
| Khởi động (điểm số tối đa): | Khởi động (điểm số tối đa): | Khởi động (điểm số tối đa): | Khởi động (điểm số tối đa): |
| Họ tên thí sinh             | Trường                      | Số phát sóng                | Điểm số                     |
| --------------------------- | --------------------------- | --------------------------- | --------------------------- |
|                             |                             |                             |                             |

| Vượt chướng ngại vật (điểm số tối đa): | Vượt chướng ngại vật (điểm số tối đa):             | Vượt chướng ngại vật (điểm số tối đa): | Vượt chướng ngại vật (điểm số tối đa): |
| Họ tên thí sinh                        | Trường                                             | Số phát sóng                           | Điểm số                                |
| -------------------------------------- | -------------------------------------------------- | -------------------------------------- | -------------------------------------- |
| Vũ Tiến Anh                            | THPT Chuyên Khoa học Tự nhiên, ĐHQG Hà Nội, Hà Nội | 3                                      | 90                                     |
| Lê Minh Tú                             | THPT Lê Lợi, Thanh Hoá                             | 7                                      | 90                                     |
| Phan Đăng Nhật Minh                    | THPT Hải Lăng, Quảng Trị                           | 12                                     | 90                                     |
| Cao Ngọc Khánh My                      | THPT Cẩm Phả, Quảng Ninh                           | 13                                     | 90                                     |
| Đặng Hoàng Đức                         | THPT Chuyên Quốc học, TP. Huế                      | 14                                     | 90                                     |
| Lê Thị Thuỷ                            | THPT Ngô Gia Tự, Đắk Lắk                           | 17                                     | 90                                     |
| Phạm Phú Vinh                          | THPT Huỳnh Văn Nghệ, Bình Dương                    | 28                                     | 90                                     |
| Nguyễn Sỹ Đạt                          | THPT Chuyên Hà Tĩnh, Hà Tĩnh                       | 46                                     | 90                                     |

| Tăng tốc (điểm số tối đa): | Tăng tốc (điểm số tối đa):         | Tăng tốc (điểm số tối đa): | Tăng tốc (điểm số tối đa): |
| Họ tên thí sinh            | Trường                             | Số phát sóng               | Điểm số                    |
| -------------------------- | ---------------------------------- | -------------------------- | -------------------------- |
| Tăng Thành Long            | THPT Chuyên Hoàng Lê Kha, Tây Ninh | 42                         | 160                        |

| Về đích (điểm tuyệt đối cho một lượt thi, không bao gồm điểm giành những thí sinh khác): | Về đích (điểm tuyệt đối cho một lượt thi, không bao gồm điểm giành những thí sinh khác): | Về đích (điểm tuyệt đối cho một lượt thi, không bao gồm điểm giành những thí sinh khác): | Về đích (điểm tuyệt đối cho một lượt thi, không bao gồm điểm giành những thí sinh khác): |
| Họ tên thí sinh                                                                          | Trường                                                                                   | Số phát sóng                                                                             | Điểm số                                                                                  |
| ---------------------------------------------------------------------------------------- | ---------------------------------------------------------------------------------------- | ---------------------------------------------------------------------------------------- | ---------------------------------------------------------------------------------------- |
| Nguyễn Thanh Tú                                                                          | THPT Nguyễn Du, Thái Bình                                                                | 9                                                                                        | 110                                                                                      |
| Phạm Cẩm Tú                                                                              | THPT Lê Quý Đôn - Hà Đông, Hà Nội                                                        | 46                                                                                       | 110                                                                                      |
| Chu Thành Đạt                                                                            | THPT Chuyên Trần Phú, Hải Phòng                                                          | 7                                                                                        | 90                                                                                       |
| Nguyễn Quốc Bảo                                                                          | THPT Phan Văn Hoà, Vĩnh Long                                                             | 37                                                                                       | 90                                                                                       |
| Hồ Anh Thy                                                                               | THPT Lưu Văn Liệt, Vĩnh Long                                                             | 3                                                                                        | 60                                                                                       |
| Phan Nguyễn Hoàng Duy                                                                    | THPT Nguyễn Huệ, TP. Huế                                                                 | 7                                                                                        | 60                                                                                       |

| Tổng điểm cao nhất: | Tổng điểm cao nhất:      | Tổng điểm cao nhất: | Tổng điểm cao nhất: |
| Họ tên thí sinh     | Trường                   | Số phát sóng        | Điểm số             |
| ------------------- | ------------------------ | ------------------- | ------------------- |
| Phan Đăng Nhật Minh | THPT Hải Lăng, Quảng Trị | 12                  | 460                 |

## Tranh cãi

### Một số sai sót làm ảnh hưởng đến kết quả của thí sinh
| Thí sinh nào có khởi động thấp nhất (0 - 50) và khởi động cao nhất (60 - 120) | Thí sinh nào có khởi động thấp nhất (0 - 50) và khởi động cao nhất (60 - 120) | Thí sinh nào có khởi động thấp nhất (0 - 50) và khởi động cao nhất (60 - 120) | Thí sinh nào có khởi động thấp nhất (0 - 50) và khởi động cao nhất (60 - 120) |
| Họ tên thí sinh                                                               | Trường                                                                        | Số phát sóng                                                                  | Điểm số                                                                       |
| ----------------------------------------------------------------------------- | ----------------------------------------------------------------------------- | ----------------------------------------------------------------------------- | ----------------------------------------------------------------------------- |

Trong cuộc thi Tuần 2 - Tháng 1 - Quý 3 Đường lên đỉnh Olympia năm thứ 17 phát sóng ngày 5/3/2017, chương trình đã cho điểm thí sinh Nhân Thanh Tùng - Trường THPT Ngọc Hồi, thành phố Hà Nội khi Thanh Tùng trả lời sai.
Cụ thể, ở câu hỏi Hóa học của thí sinh Trần Bảo Nhân - Trường THPT Cam Lộ, tỉnh Quảng Trị, chương trình đã hỏi: "Người ta có thể bảo vệ vỏ tàu biển bằng thép bằng cách gắn những tấm kẽm vào phần vỏ tàu chìm trong nước biển (nước biển là dung dịch chất điện li). Tại sao lại như vậy?" Thanh Tùng đã bấm chuông xin trả lời: "Người ta thường gắn thép vào vỏ sắt của vỏ tàu biển vì khi đó sắt đóng vai trò là cực anot còn kẽm là catot. Khi đó kẽm sẽ bị gỉ thay cho sắt và sắt được bảo vệ." Ở đây, Thanh Tùng đã nói đúng khi nói rằng kẽm sẽ bị gỉ thay cho sắt và sắt được bảo vệ, nhưng trên thực tế, kẽm đóng vai trò là anot còn sắt là catot. Như vậy, Thanh Tùng đã nói ngược hai cực, và vì thế nên câu trả lời của Tùng là chưa chính xác.
Thứ hai, ở câu hỏi về đích Hóa học của Thanh Tùng, chương trình đã hỏi: "Đốt cháy que đóm và dây magie rồi lần lượt cho vào bình chứa khí CO2. Tại sao que đóm tắt ngay, còn magie cháy tiếp?" Thanh Tùng đã trả lời: "Bởi CO2 là khí không duy trì sự cháy nên khi cho que đóm vào, nó sẽ tắt. Còn việc magie phát sáng là do đốt lên là sẽ có MgO và đó là chất phát ra khí cháy." Ở câu hỏi này, Tùng đã trả lời chưa chuẩn vế sau, vì chất cháy sáng chính là Mg khi cháy trong CO2 chứ không phải MgO. Tuy nhiên, câu trả lời này vẫn được chương trình cho điểm. Nhờ hai câu trả lời này, Thanh Tùng đã vươn lên 225 điểm và giành chiến thắng, còn thí sinh Phạm Phú Vinh - Trường THPT Huỳnh Văn Nghệ, Bình Dương về nhì với 220 điểm, trong khi nếu không được công nhận ở hai câu hỏi trên, số điểm của Thanh Tùng sẽ là 175, còn của Bảo Nhân là 185 (Bảo Nhân bị lấy 20 điểm sang quỹ điểm của Thanh Tùng), như vậy Bảo Nhân mới là người giành được vị trí nhì cao nhất của tháng 1 - quý 3. Ngày 9/3/2017, chương trình đã chính thức lên tiếng về vụ việc trên và nhận lỗi vì sơ suất, đồng thời xin lỗi thí sinh Phạm Phú Vinh. Cùng ngày, chương trình đã quyết định dành tặng vòng nguyệt quế cho thí sinh Phú Vinh làm kỷ niệm. Tuy nhiên, theo luật của chương trình, kết quả của cuộc thi này không thay đổi.
Cũng trong cuộc thi này, ở phần thi Về đích của thí sinh Phú Vinh, chương trình đã hỏi: "Tại những nơi nào trên Trái Đất có thể nói giờ nào cũng đúng?" Phú Vinh chưa có câu trả lời và Bảo Nhân đã giành quyền, đáp án của thí sinh này là Bắc Cực và Nam Cực. MC Diệp Chi nói rằng Bảo Nhân đã hiểu đúng vấn đề, nhưng đáp án phải là cực Bắc và cực Nam. Tuy nhiên trước đó, ở cuộc thi Chung kết năm Đường lên đỉnh Olympia năm thứ 6, đây cũng là câu hỏi trong gói về đích của thí sinh Lê Vũ Hoàng - Trường THPT số 1 Bố Trạch, tỉnh Quảng Bình, đồng thời là nhà vô địch của Đường lên đỉnh Olympia năm đó, thí sinh này cũng trả lời là Bắc Cực và Nam Cực và chương trình đã cho điểm. Điều này đã khiến khán giả băn khoăn tại sao Vũ Hoàng được điểm mà Bảo Nhân lại không.